# غارات جوية على شمال مدينة غزة يونيو 2024
وقعت الغارات الجوّية على شمال مدينة غزة في يونيو 2024 أو الغارات الجوية المزدوجة على الشّاطئ والتفاح في 22 يونيو 2024، عندما وقعت غارتان جويتان نفذتهما قوات الجيش الإسرائيلي في نفس الوقت تقريبًا في المناطق الشمالية من مدينة غزة، ممّا أدّى إلى إصابة مخيّم الشّاطئ ومخيم التفاح، ممّا أسفر عن مقتل ما لا يقلّ عن 43 شخصاً وإصابة العشرات.

## خلفية
تم استهداف مخيّم الشاطئ للاجئين لأول مرة في 9 أكتوبر 2023، في غضون 48 ساعة من بدء الحرب بين إسرائيل وحماس، ممّا أدى إلى إصابة وتدمير أربعة مساجد ومقتل 15 فلسطينيًا على الأقلّ. في 10 نوفمبر، قامت قوات الجيش الإسرائيلي بغزو المخيّم أثناء الغزو الإسرائيلي لقطاع غزة، حيث ادّعى الجيش الإسرائيلي أنّه قتل ما يقرب من 150 من نشطاء حماس خلال معارك في المنطقة قبل السيطرة على المخيم.
وفي وقت الغارات الجوية، طُلب من الفلسطينيين النازحين من شمال قطاع غزة اللجوء إلى مخيم الشاطئ للاجئين، باعتباره منطقة إنسانية آمنة.

## الضربات الجوية
استهدفت غارتان جويتان مناطق متفرّقة في شمال مدينة غزة، أصابت الأولى مجمعا سكنيّا في مخيم الشاطئ للاجئين، والثانية استهدفت منازل في حيّ التفاح. وذكرت وسائل إعلام إسرائيلية أن الجيش الإسرائيلي كان يستهدف على الأرجح مسؤولا كبيرا في حماس. وقال متحدث باسم الدفاع المدني في مدينة غزة إن الهجمات بدت وكأنها "زلزال" استهدف المنطقة بأكملها، مما أدّى إلى دفن عدة عائلات تحت الأنقاض. وتم نقل العديد من المصابين إلى المستشفى المعمداني والمستشفى الأهلي، حيث واجهوا صعوبة في علاج المصابين بسبب النقص الحاد في الوقود والمستلزمات الطبية.
واستشهد ما لا يقلّ عن 24 فلسطينيا في مخيّم الشاطئ، فيما استشهد ما لا يقل عن 18 في التفاح. وفي أعقاب الغارات الجوية، أصدر الجيش الإسرائيلي بيانًا قال فيه إنّه ضرب "موقعين للبنية التحتية العسكرية لحماس". وأصيب عشرات الفلسطينيين في الغارات الجوية وانهيار المباني الناتجة عنها، وكان 35 منهم على الأقل في التفاح، في حين تم الإبلاغ عن فقدان ما لا يقل عن 19 شخصًا يعملون في مصنع التفاح. وذكر الدفاع المدني في غزة أن الغالبية العظمى من الضحايا كانوا من المدنيين، وكان العديد منهم من الأطفال. وذكروا كذلك أنه لا يزال هناك العشرات من الفلسطينيين محاصرين تحت الأنقاض، وأن عمليات الإنقاذ صعبة للغاية.

## ردود أفعال
وزعم مسؤولو حماس أن الغارات الجوية كانت تستهدف المدنيين عمدا، مشيرين إلى أن "الاحتلال وقادته النازيين" سيواجهون الانتقام نتيجة لذلك.
أصدرت الأونروا بيانًا شجبت فيه "التجاهل الصارخ للجيش الإسرائيلي للقانون الإنساني"، موضّحة كيف أن هجماتهم العشوائية لم تترك أي منطقة آمنة في غزّة.

## أنظر أيضا
- مجزرة مخيم الشاطئ (9 أكتوبر 2023)
- مجزرة جباليا (9 أكتوبر 2023)
- الغارات الجوية على مخيمات اللاجئين في الحرب بين إسرائيل وحماس